# Max Friberg
Max Friberg (* 20. November 1992 in Skövde) ist ein schwedischer Eishockeyspieler, der seit Mai 2017 beim Frölunda HC aus der Svenska Hockeyligan (SHL) Vertrag steht und dort auf der Position des linken Flügelstürmers spielt. Mit Frölunda gewann Friberg einmal die schwedische Meisterschaft sowie zweimal die Champions Hockey League. Darüber hinaus absolvierte er zuvor unter anderem 290 Spiele in der American Hockey League (AHL) und bestritt sechs Spiele für die Anaheim Ducks in der National Hockey League (NHL).

## Karriere

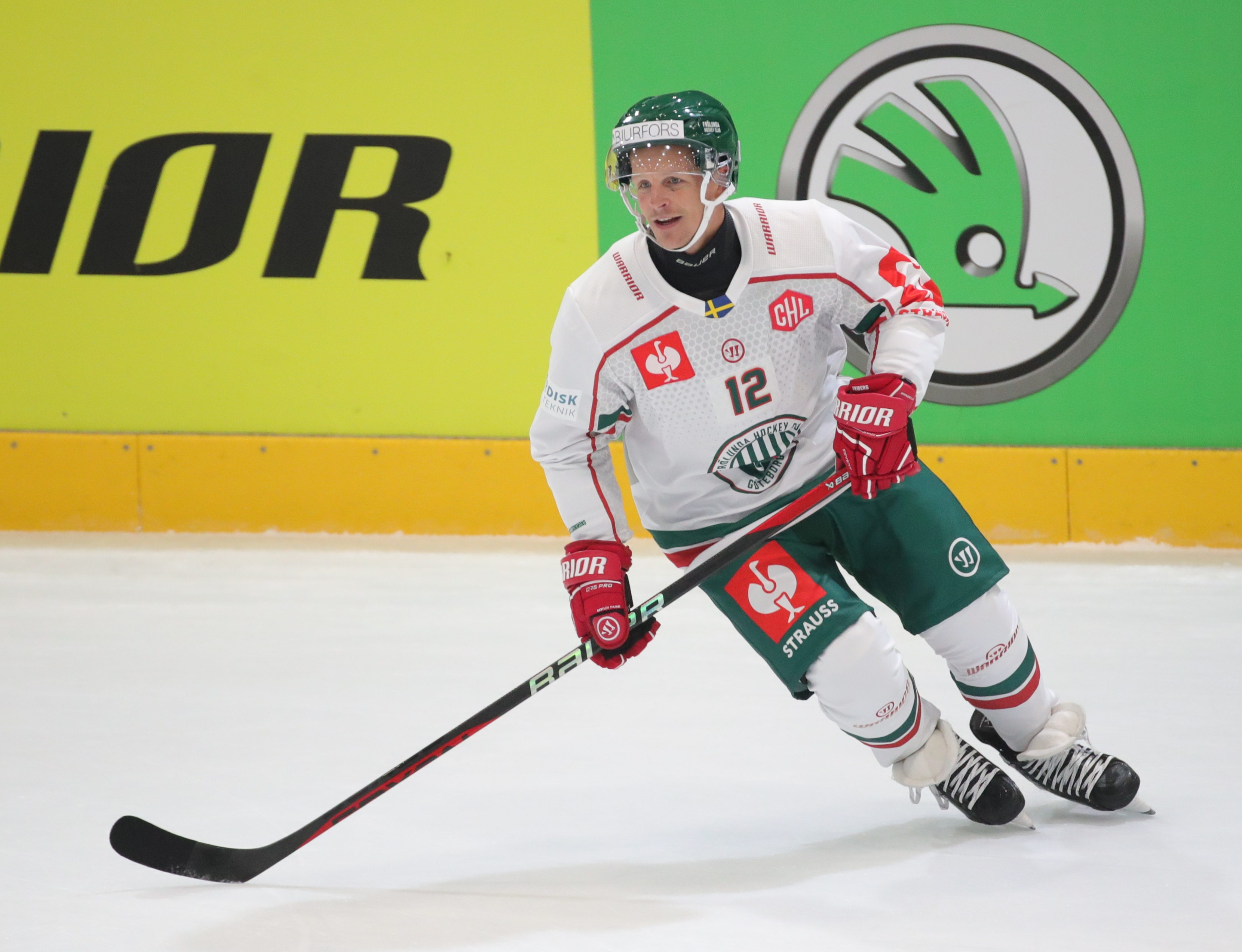
Friberg im Trikot des Frölunda HC (2022)

Max Friberg begann seine Karriere als Eishockeyspieler in seiner Heimatstadt in der Nachwuchsabteilung des Skövde IK, für dessen Seniorenmannschaft er von 2008 bis 2011 in der drittklassigen Division 1 aktiv war. Anschließend wurde er im NHL Entry Draft 2011 in der fünften Runde als insgesamt 143. Spieler von den Anaheim Ducks aus der National Hockey League (NHL) ausgewählt. Zunächst blieb der Flügelspieler jedoch in seiner schwedischen Heimat und wechselte zur Saison 2011/12 zum Timrå IK, für dessen Profimannschaft er in der Elitserien, der höchsten schwedischen Spielklasse, auf dem Eis stand.
Im Juni 2012 erhielt Friberg von den Anaheim Ducks einen NHL-Einstiegsvertrag über drei Jahre Laufzeit und wurde für die folgende Spielzeit an den Timrå IK ausgeliehen. Nach dem Saisonende in Schweden wechselte er schließlich endgültig nach Nordamerika zu den Ducks. Dort kam er jedoch in den folgenden zweieinhalb Jahren fast ausschließlich für das Farmteam Norfolk Admirals bzw. San Diego Gulls in der American Hockey League (AHL) zum Einsatz und bestritt lediglich sechs Partien in der höchsten Spielklasse Nordamerikas. Im Januar 2016 wurde der Schwede im Austausch für Dustin Tokarski innerhalb der NHL zu den Canadiens de Montréal transferiert, wo er jedoch ebenfalls zunächst in der AHL bei den St. John’s IceCaps eingesetzt wurde.
Nach insgesamt vier Jahren in Nordamerika und nur sechs NHL-Einsätzen kehrte Friberg zur Saison 2017/18 in seine schwedische Heimat zurück und schloss sich dem Frölunda HC aus der Svenska Hockeyligan (SHL) an. Mit dem Team feierte er im Frühjahr 2019 den Gewinn der schwedischen Meisterschaft, woran er als bester Torschütze der Playoffs maßgeblichen Anteil hatte. Eingerahmt wurde dieser Erfolg vom zweimaligen Gewinn der Champions Hockey League in den Jahren 2019 und 2020. Am Ende der Spielzeit 2023/24 wurde der Flügelspieler erstmals in das All-Star-Team der SHL berufen.

### International

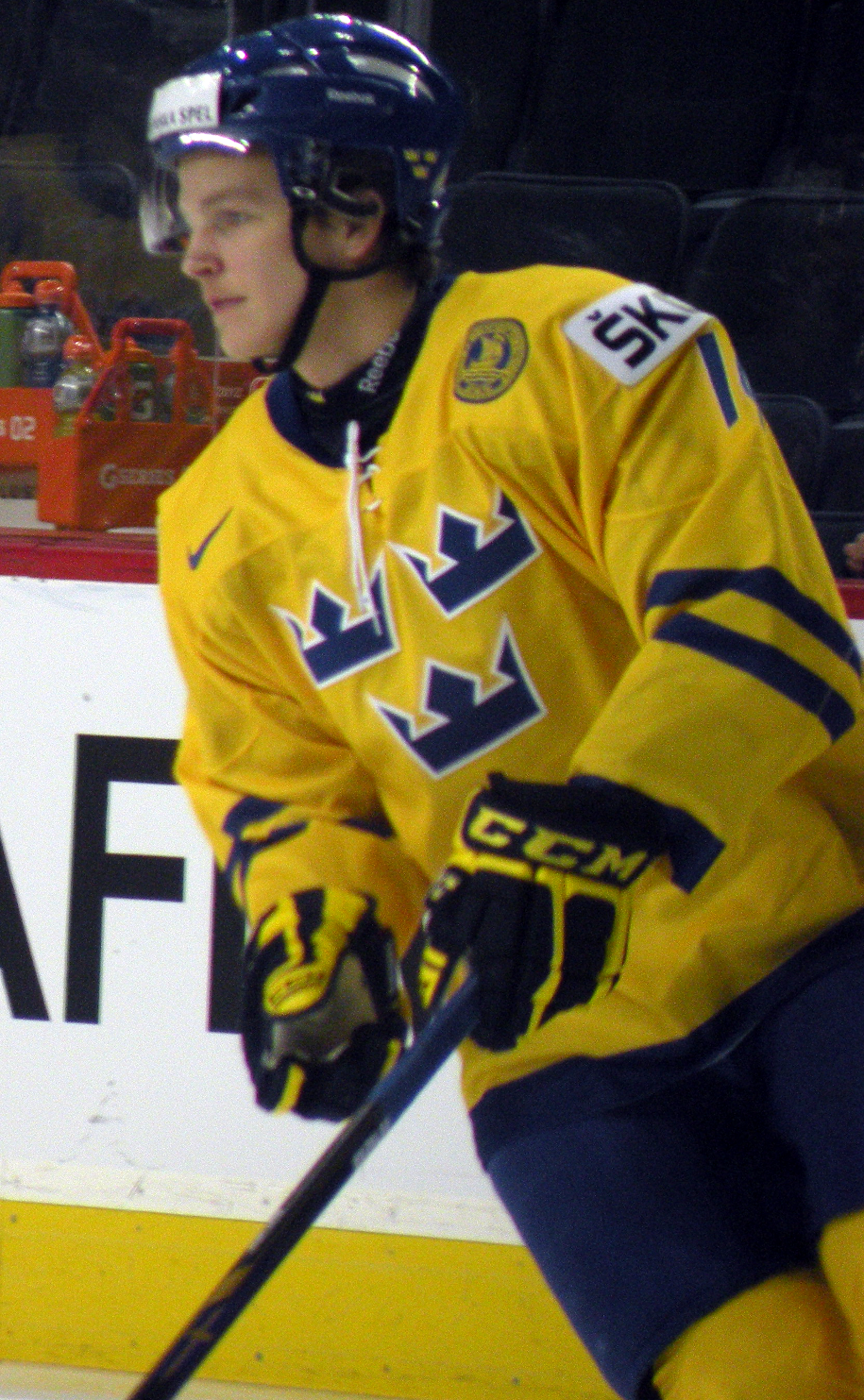
Friberg als Spieler der schwedischen U20-Nationalmannschaft bei der U20-Junioren-Weltmeisterschaft 2012

Mit den schwedischen Juniorennationalteams nahm Friberg an der U18-Junioren-Weltmeisterschaft 2010 sowie den U20-Junioren-Weltmeisterschaften 2011 und 2012 teil. Bei der U18-Weltmeisterschaft 2010 gewann er mit seiner Mannschaft die Silbermedaille sowie die Goldmedaille bei der U20-Weltmeisterschaft 2012. Mit neun Treffern und damit den meisten im Turnierverlauf hatte der Stürmer maßgeblichen Anteil am Erfolg der Schweden. Zudem wurde er ins All-Star-Team des Turniers berufen.
Für die schwedische A-Nationalmannschaft kam Friberg im Verlauf der Saison 2019/20 zu seinem Debüt. In der Folge absolvierte er die Weltmeisterschaft 2021, gefolgt von der Teilnahme an den Olympischen Winterspielen 2022 in Peking. Im selben Jahr bestritt der Angreifer auch die Weltmeisterschaft 2022. Den ersten Medaillengewinn feierte er zwei Jahre später bei den Welttitelkämpfen 2024 mit der Bronzemedaille. Diesen Erfolg wiederholte Friberg im Jahr 2025.

## Erfolge und Auszeichnungen
| - 2009 Aufstieg in die J18 Elit mit dem Skövde IK - 2019 Champions-Hockey-League-Gewinn mit dem Frölunda HC - 2019 Schwedischer Meister mit dem Frölunda HC | - 2019 Bester Torschütze der SHL-Playoffs - 2020 Champions-Hockey-League-Gewinn mit dem Frölunda HC - 2024 Svenska Hockeyligan All-Star Team |

### International
| - 2010 Silbermedaille bei der U18-Junioren-Weltmeisterschaft - 2012 Goldmedaille bei der U20-Junioren-Weltmeisterschaft - 2012 Bester Torschütze der U20-Junioren-Weltmeisterschaft | - 2012 All-Star-Team der U20-Junioren-Weltmeisterschaft - 2024 Bronzemedaille bei der Weltmeisterschaft - 2025 Bronzemedaille bei der Weltmeisterschaft |

## Karrierestatistik
Stand: Ende der Saison 2024/25

### International
Vertrat Schweden bei:
| - U18-Junioren-Weltmeisterschaft 2010 - U20-Junioren-Weltmeisterschaft 2011 - U20-Junioren-Weltmeisterschaft 2012 - Weltmeisterschaft 2021 | - Olympischen Winterspielen 2022 - Weltmeisterschaft 2022 - Weltmeisterschaft 2024 - Weltmeisterschaft 2025 |

(Legende zur Spielerstatistik: Sp oder GP = absolvierte Spiele; T oder G = erzielte Tore; V oder A = erzielte Assists; Pkt oder Pts = erzielte Scorerpunkte; SM oder PIM = erhaltene Strafminuten; +/− = Plus/Minus-Bilanz; PP = erzielte Überzahltore; SH = erzielte Unterzahltore; GW = erzielte Siegtore; 1 Play-downs/Relegation; Kursiv: Statistik nicht vollständig)